# Duesenberg Guitars
Duesenberg ist eine nach dem US-Autohersteller Duesenberg benannte Marke des Unternehmens Göldo Music mit Sitz in Hannover, das elektrische Gitarren, E-Bässe und weiteres Musikequipment im Retrodesign des Art déco sowie Gitarrenverstärker und Effektpedale herstellt.

## Geschichte

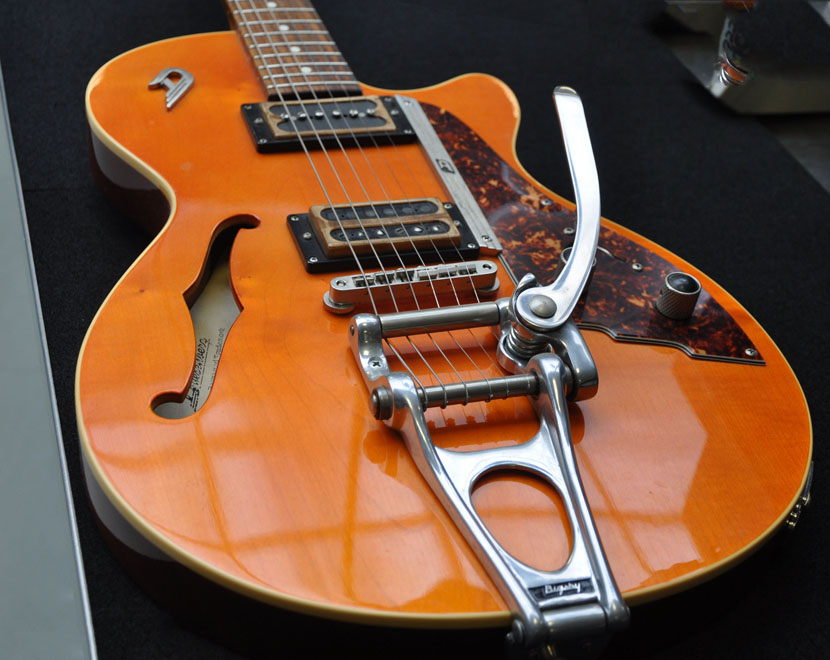
Die erste Gitarre der Starplayer-Reihe

### Rockinger Guitar
1978 gründete Dieter Gölsdorf in Hannover mit Rockinger Guitar einen Vorläufer von Duesenberg Guitars. Er bot u. a. die ersten Bausätze für Elektrogitarren an und erfand mit der Beteiligung und Hilfe von Matthias Jabs unter dem Namen Rockinger Tru Tune Tremolo das erste (durch Blockierung der Saiten während der Bedienung des Vibratohebels eine Verstimmung verhindernde) Locking-Trem-System der Welt, das wenig später als Edward van Halen Tremolo in Lizenz von Kramer Guitars in den USA erschien. 1981 wurde mit Rockinger USA eine Vertriebsfirma gegründet, die ihren Sitz in Asbury Park, New Jersey hatte.

### Duesenberg
Die Marke Duesenberg wurde bereits ab 1986 von Dieter Gölsdorf für futuristische Designs von Heavy-Metal-Gitarren verwendet. Ab 1991 wurde die Marke erstmals im Rahmen einer eigenen Firma, der Göldo Music GmbH (Silbenwort aus dem Namen Gölsdorf), Hannover genutzt. Im Jahre 1995 entwickelte Gölsdorf eine neue Gitarre mit dem Namen Starplayer. Es handelte sich um eine halbakustische E-Gitarre mit flacher Fichtendecke, zwei Tonabnehmern, einem Ahornhals und zahlreichen Applikationen im Art-déco-Stil.
Diese Gitarre war eine Vorform von Duesenbergs später erfolgreichster E-Gitarre, der Starplayer TV. Mit ihren klassischen Zierelementen und der oft unkonventionellen Farbgebung beziehen sich Duesenberg-Instrumente auf die Gitarrenbaukunst der 50er und 60er Jahre.

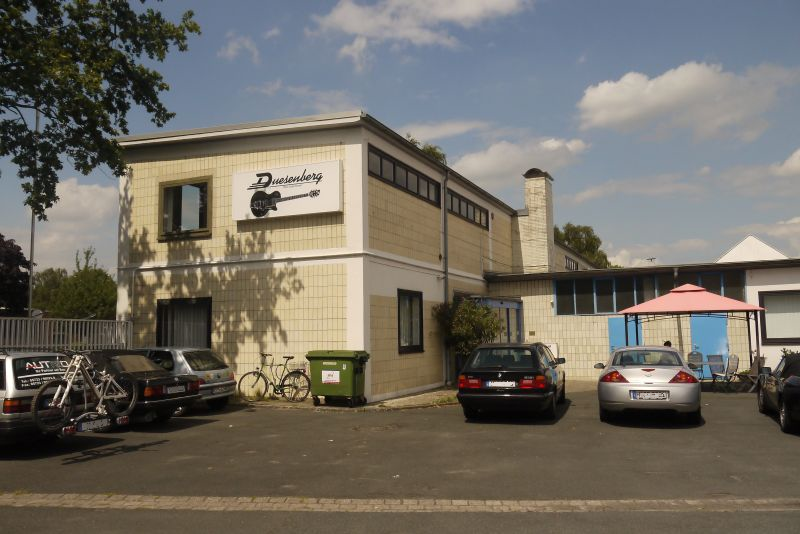
Duesenberg Zentrale in Hannover

Im Jahre 2000 begannen sich die Verkaufszahlen überdurchschnittlich zu entwickeln. Dies ist unter anderem auf die starke Medienpräsenz der japanischen Popgröße Sheena Ringo zurückzuführen, die stets mit einer surfgrünen Starplayer TV auftrat.
2004 eröffnete Duesenberg eine Vertriebsniederlassung in den USA. Die Auftragslage entwickelte sich weiter positiv, sodass die Firma im Jahre 2011 aufgrund steigenden Platzbedarfs in ein größeres Gebäude am Stadtrand von Hannover umzog.

## Name

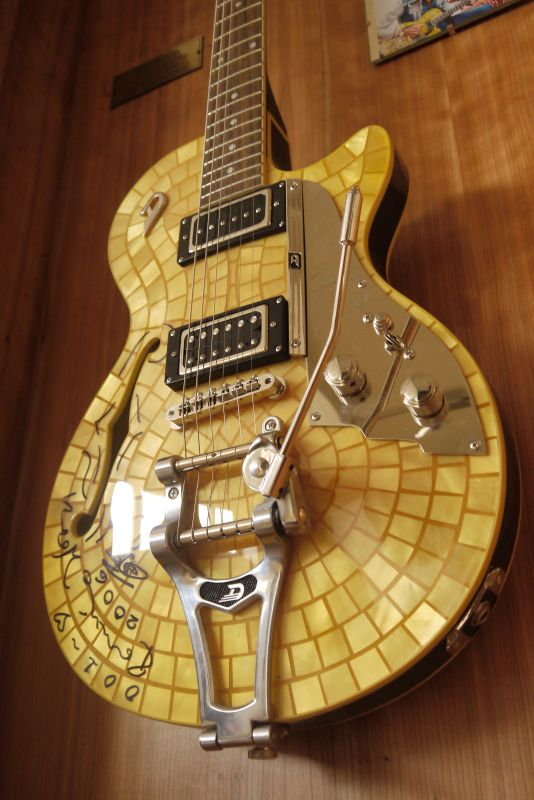
Starplayer TV Ron Wood

Die Schreibweise des Namens Duesenberg ist identisch mit der Automobilmarke der Brüder Friedrich und August Duesenberg, die in den 1920er-Jahren ihrerseits durch Design und Leistung zum Inbegriff des automobilen Luxus in den USA wurde.
Wie die Automobile, werden auch die Gitarren häufig einfach Doozy genannt. Der Ausruf “It was a doozy!” oder “What a doozy!” wurde seit dem Entstehen der Duesenberg-Automobile in der amerikanischen Umgangssprache zu einem Ausdruck für Begeisterung und Extravaganz. Wie bei den Automobilen, findet sich inzwischen auch in der Gitarrenszene aufgrund der phonetischen Ähnlichkeit die Schreibweise Duesy wieder.

## Design
„Das unverwechselbare Gesicht von Duesenberg-Gitarren manifestiert sich im Art-Déco-Design von Kopfplatte, Pickguard und Hardware, während die meisten Korpus-Designs auf alten Jazz-Gitarren-Formen basieren, wie sie ab den 40er Jahren in Deutschland und in den USA insbesondere von deutschen Auswanderern produziert wurden.“

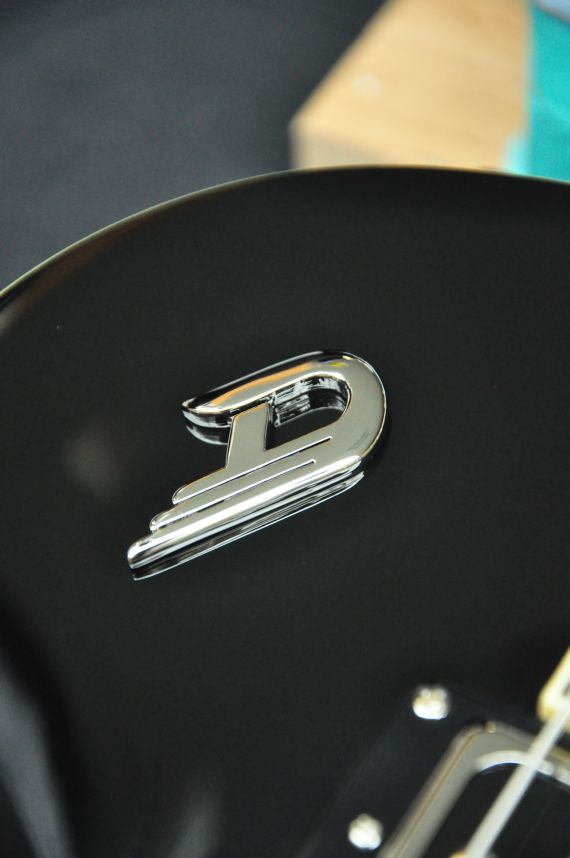
Duesenberg D im Art-Déco-Stil

Wichtigstes Designelement und auch Markenzeichen der Instrumente ist die Dreistufigkeit von Formen und Symmetrien. Sie findet sich in beinahe jedem Bauteil der Gitarre – von der Kopfplatte, den Pickuprahmen, dem Schlagbrett bis hin zu den Potiknöpfen, der Kabelbuchse und selbst dem Pickupwahlschalter – wieder. Auch das Duesenberg-D enthält diese Dreistufigkeit im unteren Balken.
Tatsächlich sind viele Modelle der Duesenberg-Gitarren die bei Jazz-Gitarristen beliebten traditionellen Halbresonanz-Konstruktionen. Aber auch die Gitarren mit festem Korpus, sogenannte Solidbodies, folgen traditionellem Design.

Der Art-déco-Stil, welcher sich Applikationen und edler sowie ausgefallener Materialien bedient, wird bei Duesenberg mit den Formen traditioneller Gitarren kombiniert. Hierbei finden die für diese Richtung typischen Stilelemente wie parallele Bänder, abgestufte Symmetrien und verlängerte Schwünge Anwendung.
Auch die Farbgebung folgt einem klassischen Vorbild. Neben den Standardfarben Schwarz und Weiß umfasst die Farbpalette derzeit (Stand 2012) unter anderem ein durchscheinendes Orange (Trans-Orange), ein klassisches Blau-Grün (Surf-Green), ein pastellfarbenes Rot (Fiesta-Red) sowie die mit Glitzerpartikeln versehenen Farblackierungen (Blue-, Silver- und Black-Sparkle) und die mit Perlmutt-Mosaik verzierten Pearl-Finishes (Ice-, Blue- und Emerald-Green-Pearl). Traditionelle Lackierungen wie Gold-Top, Two-Tone-Sunburst, Fire-Burst und Vintage-Blonde sind ebenfalls erhältlich.

## Ausstattung

### Holz und Hals

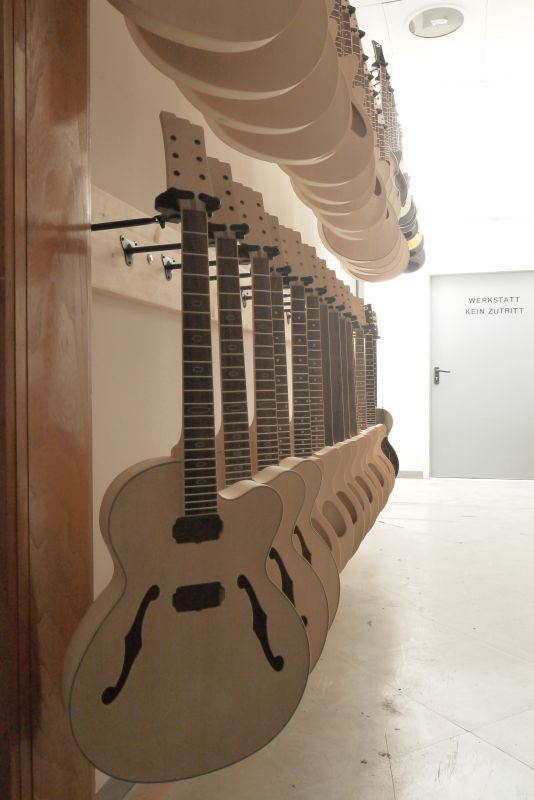

Bei den halbakustischen Modellen kommt in der Regel Fichte als traditionelles Deckenmaterial zur Verwendung. Boden, Zargen und Hals sind bei diesen Modellen aus Ahorn gefertigt, wobei das Holz für Boden und Zargen geflammt und im Falle des Bodens in der Regel bookmatched, d. h. in zwei dünne Blätter gespalten und anschließend symmetrisch wieder zusammengefügt, ist.
Der Hals wird bei den meisten Modellen aus Ahornholz gefertigt. Ausnahme sind die Modelle D-Caster, Dragster, 49er und 52er, bei denen der Hals aus Mahagoni besteht.
Das Griffbrett besteht aus Palisander und wird mit Punkteinlagen zur Orientierung versehen. Ausnahme bilden hierbei nur die Artist-, 440er-, Classic- und Imperial-Serie sowie die Signature-Modelle Starplayer TV Chris Whitley und C.C. John Platania. Jede Gitarre hat eine Mensur von 25,6″ bzw. 650 mm, einen Griffbrettradius von 12″ und einen Halsspannstab, es werden Jumbo-Bünde und werkseitig eigene Saiten mit der Stärke .10–.50 verwendet.

### Hardware

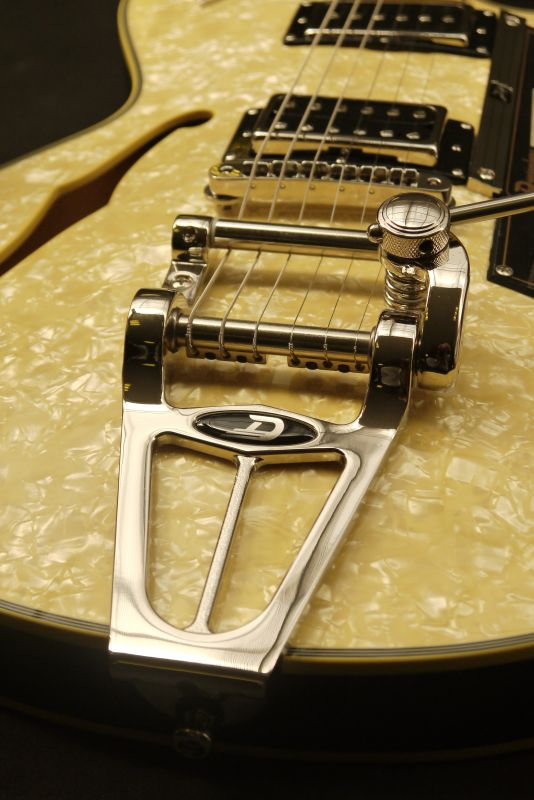
Diamond Deluxe Tremola

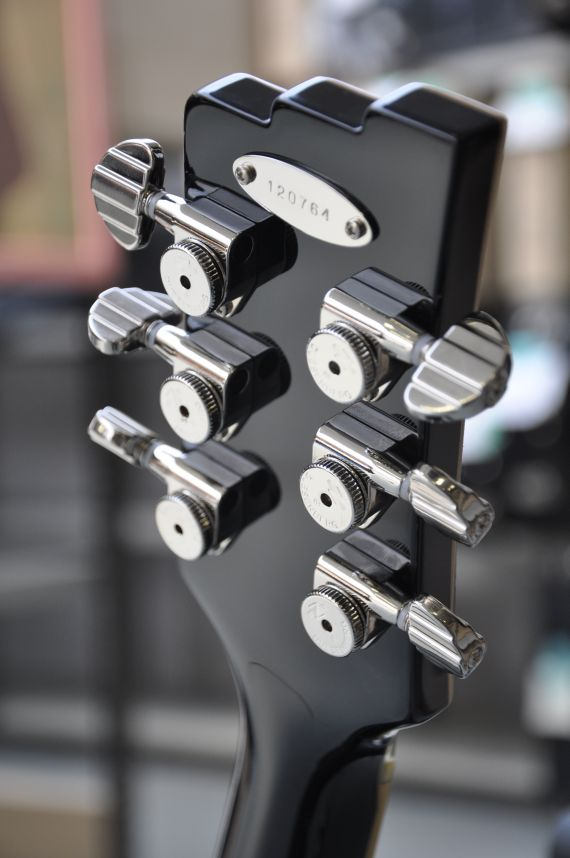
Duesenberg Z-Tuner

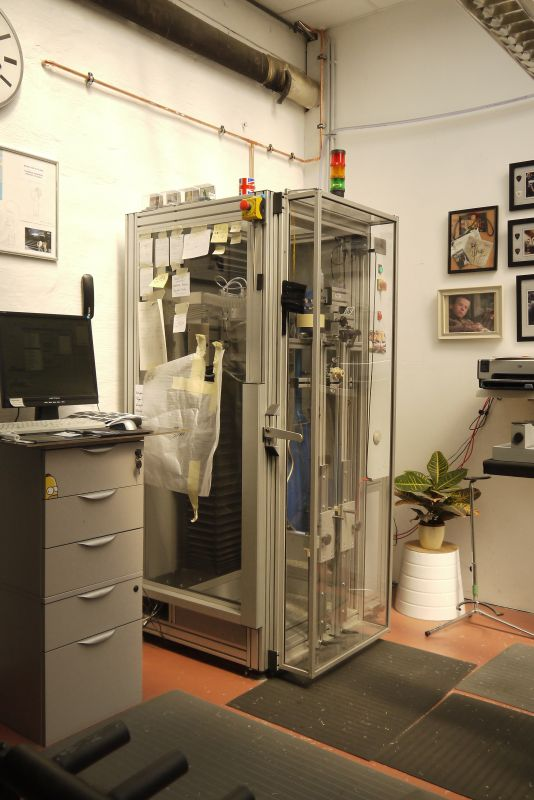
Duesenberg PLEK

Alle Duesenberg-Instrumente werden mit hauseigener Hardware bestückt. Die Designs dafür stammen von Dieter Gölsdorf.

Die gesamte Hardware wird grundsätzlich vernickelt. Dies soll nach eigenen Angaben den Stil der Gitarren unterstreichen, da die Bauteile klassischer Instrumente ursprünglich vernickelt und nicht wie heute verchromt wurden.

An den Kopfplatten sitzen die hauseigenen Z-Tuner. Dies sind gekapselte Mechaniken, bei denen die Saite durch die Achse nach unten geführt und abgeknipst wird. Dadurch wird das Abstehen von spitzen Saitenenden aus den Mechaniken verhindert.

### Tonabnehmer
Auf den Instrumenten werden ebenfalls ausschließlich hauseigene Entwicklungen verbaut. Sämtliche Tonabnehmer verfügen über eine offene Neusilberkappe.
Derzeit (Stand 2012) hat die Firma fünf Tonabnehmer im Programm, die jeweils in der Hals- und Stegversion angeboten werden. Mit dem Grand Vintage, dem Crunchbucker und dem D-Tron wird im Allgemeinen der Humbucker-Bereich abgedeckt, wobei der Grand Vintage eine eigene Interpretation eines klassischen PAF-Style-Humbuckers darstellt und in den meisten Duesenberg-Gitarren am Steg verbaut wird.

Mit dem Little Toaster hat Duesenberg einen Tonabnehmer entwickelt, der vom Output an einen Singlecoil erinnern soll, jedoch technisch gesehen ein Humbucker ist.
Der Domino P90 ist ein P90-Pickup im Humbucker-Format und wird bei vielen Duesenberg-Gitarren am Hals verbaut.

## Starplayer TV
Die Starplayer TV, häufig auch einfach TV genannt, ist eine Semiakustische E-Gitarre mit Sustainblock. Die Gitarre hat einen gewölbten Boden und Decke, auf deren linker Seite sich ein F-Loch befindet. Zur Verwendung kommt im Fall der Starplayer TV Ahorn als Holz für Hals, Boden und Zargen sowie Fichte für die Decke.

Die Gitarre hat in der Standardausführung zwei Tonabnehmer. Am Hals befindet sich in der Regel ein Domino-P90, an der Brücke ein Grand-Vintage-Humbucker.
Auf den Tremolo-Versionen der Gitarre wird das von Dieter Gölsdorf entwickelte Duesenberg Diamond Deluxe Tremola eingesetzt.

Die Standardmodelle haben auf der Rückseite eine schwarz/graue Burst-Lackierung, die das Ahornholz auf der Rückseite durchscheinen lässt. Der Hals, die Zargen sowie die Rückseite der Kopfplatte sind (bei den Standardmodellen) deckend schwarz lackiert.

Die meisten Modelle haben ein einfaches Creme-Binding an Body und Hals.
Die Starplayer TV entwickelte sich über die Jahre zur meistverkauften Gitarre des Unternehmens. Das führte dazu, dass sie in diversen Ausführungen und Sonderversionen angeboten wird bzw. wurde:

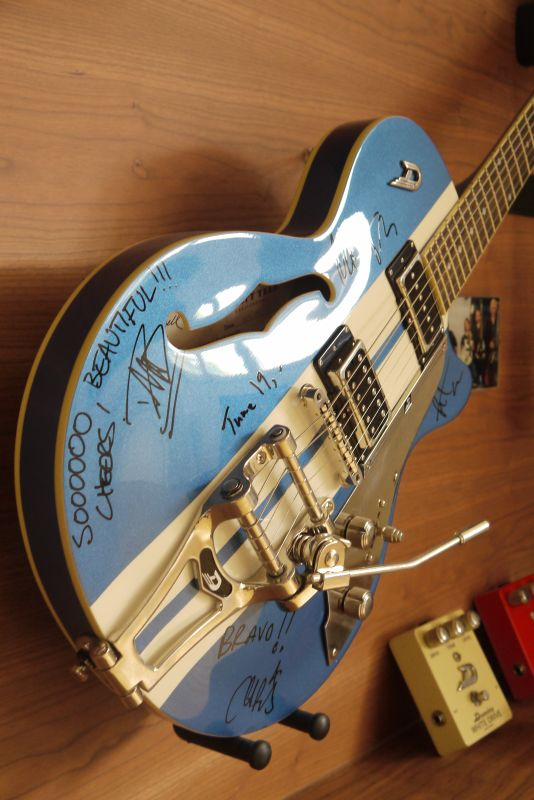
Starplayer TV Mike Campbell

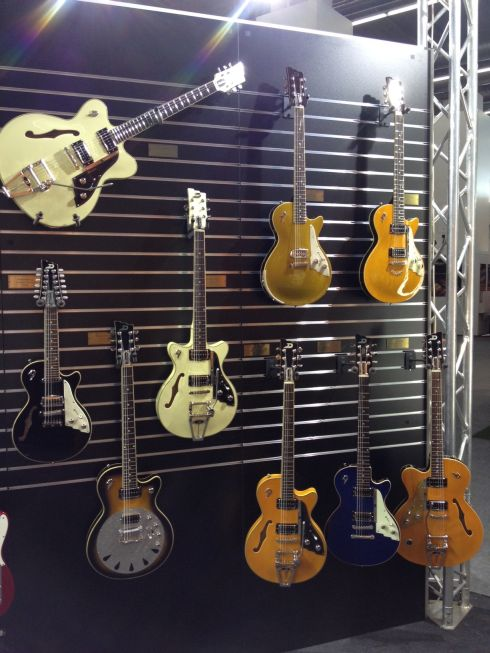
Duesenberg Messestand 2012 – Frankfurter Musikmesse

Starplayer TV
Standardmodell, erhältlich in Black, Vintage White, 2-Tone Sunburst, Surf Green, Silver Sparkle, Blue Sparkle, Trans Orange, Gold Top
Starplayer TV Stoptailpiece
Version ohne Tremolo, erhältlich in Black und 2-Tone Sunburst
Starplayer TV Classic
Sonderversion im Honey All Over Finish. Im Gegensatz zu den Standardmodellen hat diese Version einen komplett Honey-lackierten Body und Hals, auf dessen Griffbrett ovale Markierungen eingearbeitet sind. Außerdem verfügt sie über ein 5-lagiges Binding und ein schwarzes Schlagbrett.
Starplayer TV Rebound
Sonderversion in Zusammenarbeit mit dem Musiker Wolfgang Niedecken und seinem „Rebound“-Projekt zur Reintegration ehemaliger Kindersoldaten und Unterstützung vergewaltigter Mädchen in der ostkongolesischen Stadt Beni. Version mit Fireburst Finish, schwarzem Schlagbrett, hauseigenen Toaster Pickups und Crown-Inlays auf der Kopfplatte. Die Version ist auch ohne Tremolo erhältlich.
Starplayer TV Plus
Version mit zuschaltbarer Piezo Brücke und gebürstetem Aluminium Schlagbrett. Erhältlich in Black und Vintage White
Starplayer TV Outlaw
Sonderversion mit Krokodil-Kunstlederbezug auf Korpusdecke und Kopfplatte, sowie einem vernickelten Schlagbrett.
Starplayer TV Pearl
Sonderversion mit Perlmutt-Mosaikeinlagen auf der Korpusdecke und der Kopfplatte, sowie einem vernickelten Schlagbrett. Erhältlich in Ice-, Blue- und Emerald Green Pearl.
Starplayer TV Custom
Version in Schwarz mit goldener Hardware, 5-lagigem Binding und drei D-Tron Humbucker Tonabnehmern. Mittlerer Tonabnehmer kann über Multi-Tone-Pot in jeder Position zugeblendet werden.
Starplayer TV Mike Campbell
Signature Edition für Mike Campbell zum dreißigjährigen Bühnenjubiläum von Tom Petty & the Heartbreakers. Die Version hat ein blau-weißes Rally Sonderfinish und ein vernickeltes Schlagbrett mit eingelaserter Unterschrift von Mike Campbell.
Bevor die Version zur Signature Edition wurde, war sie aufgrund der Lackierung angeblich als Starplayer TV Shelby geplant.
Starplayer TV Chris Whitley
Signature Edition für Chris Whitley mit rotem Sonderfinish, Perlmutt-Blockeinlagen im Griffbrett und Piezo-Tonabnehmer in der Brücke.
Starplayer TV Ron Wood
Signature Edition für Ron Wood mit gelbem Perlmutt-Mosaik auf der Decke, sowie vernickeltem Schlagbrett mit eingelaserter Ron Wood Unterschrift. Limitierte Auflage von 100 Stück. Die Starplayer Ron Wood war gewissermaßen die Urform der aktuellen Pearl Modelle und avancierte zum Sammlerstück.

## Liste der Duesenberg-Instrumente

### Halbakustische und Vollresonanz-E-Gitarren

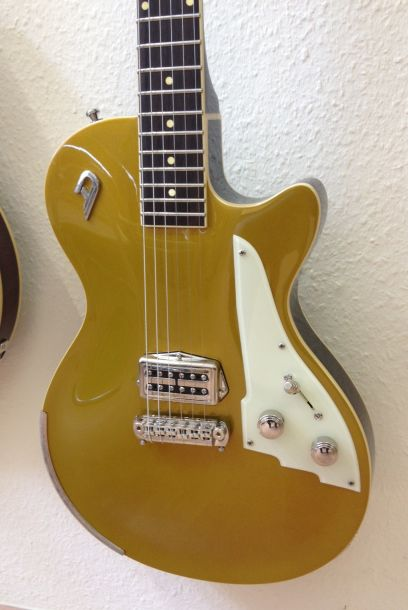
52er Modell hier in der Ausführung mit „Little Toaster“-Tonabnehmer

Starplayer TV
siehe Abschnitt „Starplayer TV“
Starplayer III
Neuauflage der Urform der Starplayer. Ausstattung identisch der Starplayer TV, jedoch mit flacher Decke und Boden sowie 5-lagigem Binding. Erhältlich in Black und Sparkle.
C.C.
Großer, flacher Full-Size-Semi-Hollow-Korpus mit gewölbter Fichtendecke und -boden. Ausstattung identisch mit der Starplayer TV. C.C.-Applikation auf dem Korpus. Erhältlich in Black, 2-Tone Sunburst, Trans-Orange und Vintage White.
Des Weiteren ist eine Signature-Edition für den Musiker John Platania mit rotem Sonderfinish, Perlmutt-Blockeinlagen im Griffbrett und Piezo-Tonabnehmer in der Brücke erhältlich. Somit stellt die C.C. John Platania sozusagen das C.C.-Pendant zur Starplayer TV Chris Whitley dar.
Fullerton
Die Fullerton-Serie umfasst derzeit die Starplayer TV und die C.C. als Double-Cutaway-Version in Vintage White. Ausstattung ist identisch mit den Basismodellen.
Fullerton Hollow
Die Fullerton Hollow hat die Form einer Fullerton C.C., ist jedoch eine Vollresonanzgitarre, also durchgehend hohl. Es kommt ein spezielles Duesenberg-Tailpiece zur Verwendung, ebenso wie zwei Duesenberg-P90-Tonabnehmer. Die Gitarre wurde 2012 auf der NAMM Show und der Musikmesse Frankfurt in einem Vintage Sunburst Finish vorgestellt.
Imperial
Großer Full-Size-Hollow-Korpus mit tiefen Zargen. Tonabnehmerausstattung: Duesenberg-P90 am Hals und Duesenberg Grand Vintage am Steg. In der schwarzen Ausführung mit Duesenberg-D-Tron-Tonabnehmern erhältlich. Zwei F-Löcher, Schlagbrett aus Plexi-Glas, Mid-Shift-Poti, Saturn-Griffbretteinlagen. Erhältlich in Red Burst und Light-Orange, in der D-Tron-Ausführung auch in Black.
The 440
Ausstattung und Form identisch mit der C.C., jedoch mit Stop-Tailpiece anstelle des Tremolos, zusätzlich Saturn-Griffbretteinlagen und 440-Applikation auf dem Korpus. Erhältlich in Black und Natural.
The 52
Sound-Chambered-Mahagoni-Korpus mit eingeleimten Mahagonihals. Gewölbte Ahorndecke, Wrap-Around-Tailpiece, einzelner Tonabnehmer am Steg (wahlweise Domino oder Little Toaster). Erhältlich ausschließlich in der Gold-Top-Ausführung.
Double Cat
Semiakustische, Sound-Chambered-Gitarre mit „Katzenaugen“-F-Loch im Erlenkorpus, Ahorndecke. Ausstattung identisch mit der Starplayer TV, jedoch mit kurzem Tremolo. Sie ist auch als 12-Saiter-Version oder mit Multi-Bender-System erhältlich. Derzeitige Farben: Black und Fireburst.

### Solidbody Gitarren
Starplayer Special
Geschraubter Hals, Erlen-Korpus, Duesenberg-Grand-Vintage-Humbucker am Hals, Chrunchbucker am Steg, Master-Volume, Multi-Tone-Poti, erhältlich in Black, Vintage White, Blue Sparkle, Silver Sparkle, Black Sparkle, Fiesta Red und Orange.
The 49er
Eingeleimter Mahagonihals, Mahagonikorpus, Domino-P90 in der Halsposition, Grand-Vintage-Humbucker in der Stegposition, einstellbares String-Through-Body-System. Erhältlich in Black, Gold-Top, Outlaw, Blue-Pearloid und Honey.
Dragster
Eingeleimter Mahagoniehals, Mahagonikorpus flache Decke, Duesenberg-P90 am Steg, 3-Weg-Pickupwahlschalter, Wrap-Around-Tailpiece. Die Gitarre ist in zwei Versionen erhältlich: Single Cutaway (Vintage Sunburst, Vintage Blonde), Double Cutaway (Cherry Red, Oil & Wax).
Es wird seit 2012 zusätzlich ein Signature-Modell für den Gitarristen Peter Stroud gebaut, welches mit zwei Tonabnehmern und dem Multibender-System bestückt ist. Erhältlich ist das Instrument in Cream White.
D-Caster
Double-Cutaway-Design mit optionalen Pickupkonfigurationen, eingeleimter Ahornhals, Mahagonikorpus, String-Through-Body-System, spezielle Swell-Pot-Verschaltung. Erhältlich in den Farben Black, Vintage White und Lake Placid Blue.
V-Caster
Single-Cutaway-Design mit 3 Singlecoils im Humbuckerformat.
Nicht mehr erhältlich
Rocket II
Asymmetrische Flying-V-Bauform, Erlenkorpus, erhältlich in Black mit oder ohne Tremolo.

### Sondermodelle

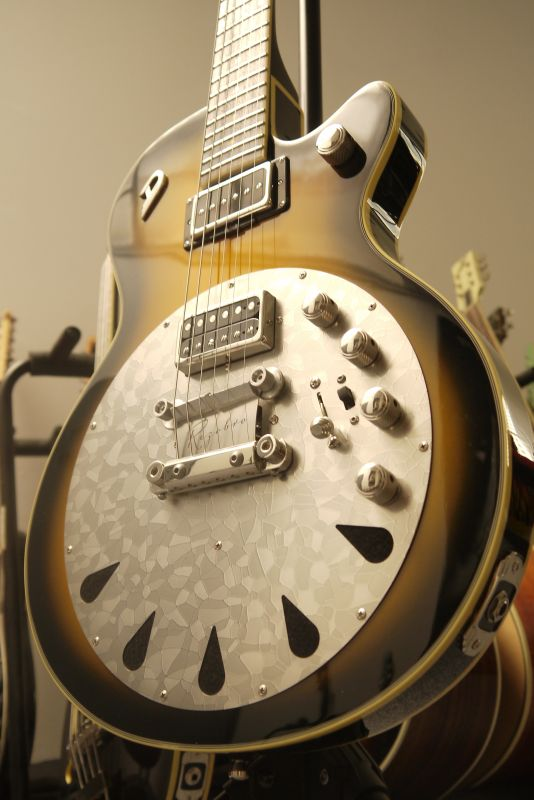
Rezobro in 2-Tone-Sunburst

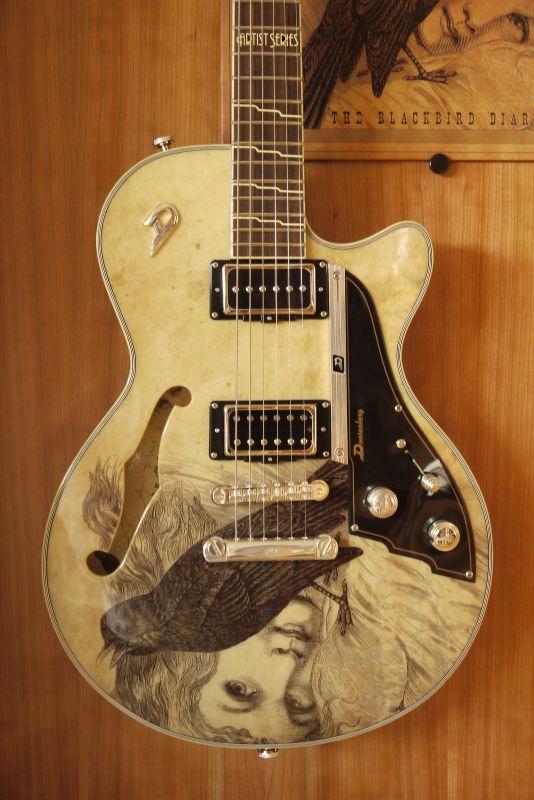
Dave Stewart Artist Series Blackbird

Rezobro
Semiakustische Bauform auf Basis der Starplayer III. Durch eine spezielle Steg Konstruktion wird elektrisch ein Dobro/Resonator-Klang erzeugt. Mit verstellbarem Sattel zur Benutzung eines Slides. Erhältlich in den Finishes Black, Vintage White und 2-Tone Sunburst.
Baritone D6
Bariton Modell auf Basis der Starplayer Special mit 28"-Mensur. Grand-Vintage-Tonabnehmer am Hals, Chrunchbucker an der Brücke. Erhältlich in Black Sparkle.
Pomona6 Lapsteel
Elektrische Umsetzung der Lapsteel-Bauform, welche mit dem Multibender-System bestückt wurde um pedalsteel-artige Klänge erzeugen zu können. Ausgestattet mit verschiebbarem Kapodaster, zwei Little-Toaster-Tonabnehmern und einem Speed-Pot-Tonregler.
Mandola
12-Saitige Gitarre mit 15.35"-Mensur und Gitarrenstimmung um eine Oktave erhöht. Ausgestattet mit einem Duesenberg-Singlecoil-Tonabnehmer am Hals und einem Little-Toaster-Tonabnehmer am Steg.

### Artist Series
Dave Stewart Blackbird Signature
Sondermodell auf Basis der Starplayer III mit einer limitierten Auflage von 52 Stück nach den Vorgaben des Musikers Dave Stewart. Das Modell ist mit versilberter Hardware, Custom-Three-Step-Griffbretteinlagen und einer Grafik auf der Decke der Gitarre versehen. Die Grafik entspricht einem von Dave Stewart selbst entworfenen Albumcover.

### Bässe
D-Bass
Solidbody-ErlenKorpus, Longscale-34"-Mensur, Mid-Shape-Regler, Toaster-Bass-Tonabnehmer. Erhältlich sowohl als 4- wie auch als 5-Saiter-Ausführung jeweils in Black, Sonoma Red oder Lake Placid Blue.
Starplayer Bass
Semiakustische Konstruktion mit 4 Saiten auf Basis des Korpus der Starplayer TV. Verbaut sind ein Sustainblock, eine 30,3"-Medium-Mensur und zwei Bass-Humbucker. Er ist erhältlich in Black, Trans Orange, 2-Tone Sunburst und Champaign Sparkle. Zusätzlich gibt es den Starplayer-Bass auch in blau-weiß unter dem Namen Mike Campbell.
Violin Bass
Interpretation des klassischen Violin-Bass-Designs, 4 Saiten, 30,3"-Medium-Mensur, 2 Bass-Humbucker. Boden und Zargen werden aus geflammtem Ahorn gefertigt, gewölbte Fichtendecke, kein Sustainblock. Erhältlich in Black und 2-Tone Sunburst.

## Duesenberg-Effektgeräte

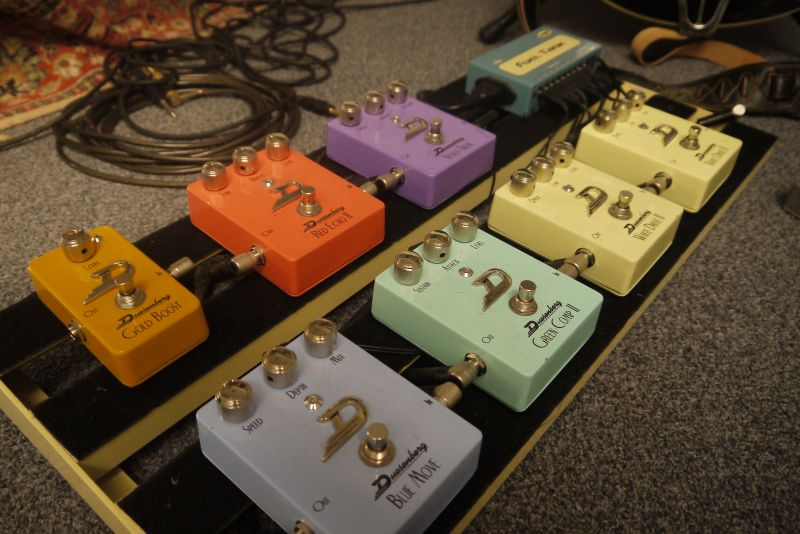
Duesenberg-Effekte

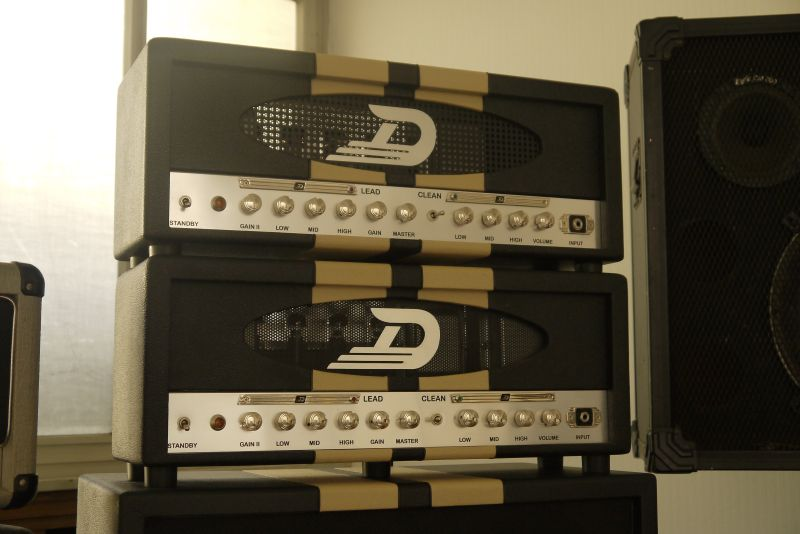
Duesenberg-Verstärker Doozy II

Die Produktplatte umfasst den White Drive II (Overdrive), den Blue Move (Chorus), das Red Echo II (Delay), den Green Comp II (Kompressor), das Violet Trem (Tremolo) und den Gold Boost (Booster).

 Alle Effekte sind handverdrahtet, analog und haben eine True-Bypass-Schaltung.

## Verstärker von Duesenberg
Wie bei den Gitarren und Bässen ist auch das Design der Gitarrenverstärker an den Art-Déco-Stil angepasst. Die Verstärker sind handverdrahtet und arbeiten mit Vollröhrentechnik, die mit modernen Komponenten versehen wird. Den sogenannten Doozy-Verstärker gibt es in zwei Ausführungen:
Doozy One
20-Watt-Class-A/B-Verstärker-Combo mit integriertem 12″-Eminence-Speaker, Vollröhren-Vor- und Endstufe sowie Federhall und 3-Band-Klangregelung.
Doozy Two
110-Watt-Class-A/B-Gitarrenverstärker mit 2-×-12″-Box mit Eminence-Red-Coat-Governor-Speakern. 2-kanaliger Vollröhrenverstärker mit Extra-Gain-Stufe für den zweiten Kanal. 3-Band-Klangregelung und 55-Watt-Half-Power-Switch. Serielle Effektschleifen für jeden Kanal.

## Bekannte Musiker, die Duesenberg spielen
- Bela B.
- Mike Campbell
- Chris Cornell
- Elvis Costello[14]
- Johnny Depp
- Bob Dylan
- Peter Fox
- Billy Gibbons
- Faith Hill
- Kenny Loggins
- Peter Maffay
- John Mayer
- Paul McCartney
- Robbie McIntosh
- Duff McKagan
- Keb’ Mo’
- Marius Müller-Westernhagen
- Wolfgang Niedecken
- Andy Powell
- Keith Richards
- Sheena Ringo
- Hervé Rozoum
- Chris Spedding
- Rod Stewart
- Thomas Stolle
- Taj Mahal
- Carrie Underwood
- Keith Urban
- Tony Joe White
- Ron Wood

Bands:
- Bloodhound Gang
- Bon Jovi
- Dritte Wahl
- Eagles
- The Kooks
- Pearl Jam
- The Strokes
- Tito & Tarantula
- Wir sind Helden